# Сан-Жуан-душ-Анголареш

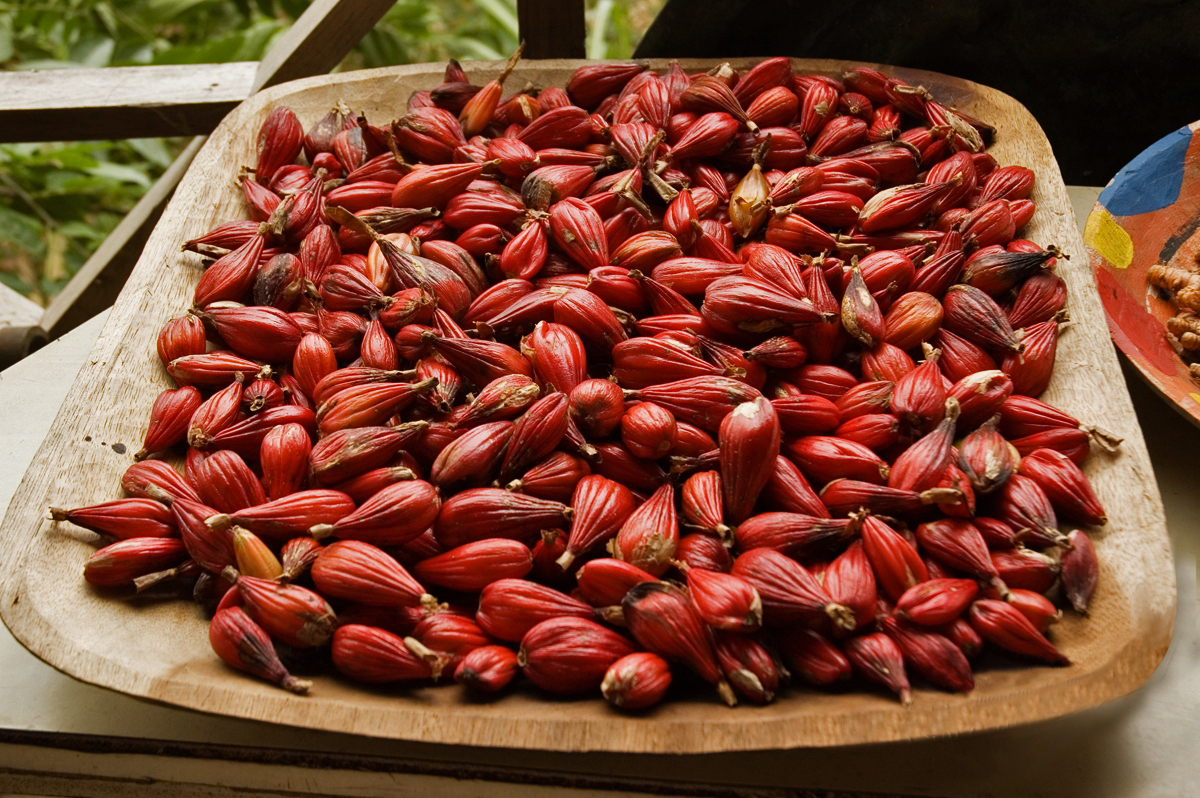
Ринок в Сан-Жуан-душ-Анголареш

Сан-Жуан-душ-Ангола́реш (порт. São João dos Angolares) — невелике містечко в окрузі Кауї в східній частині острова Сан-Томе (держава Сан-Томе і Принсіпі). Адміністративний центр округу Кауї.
Місто назване на честь ангольських рабів, що заселили цю територію після корабельної аварії в XVI столітті. Їхні нащадки живуть тут сьогодні та використовують специфічну португало-креольську мову.

## Населення
| 1999                 | 2001  | 2013  |                       |
| Населення, тис. осіб | 2 045 | 1 862 | 2 474 (передбачуване) |

## Галерея

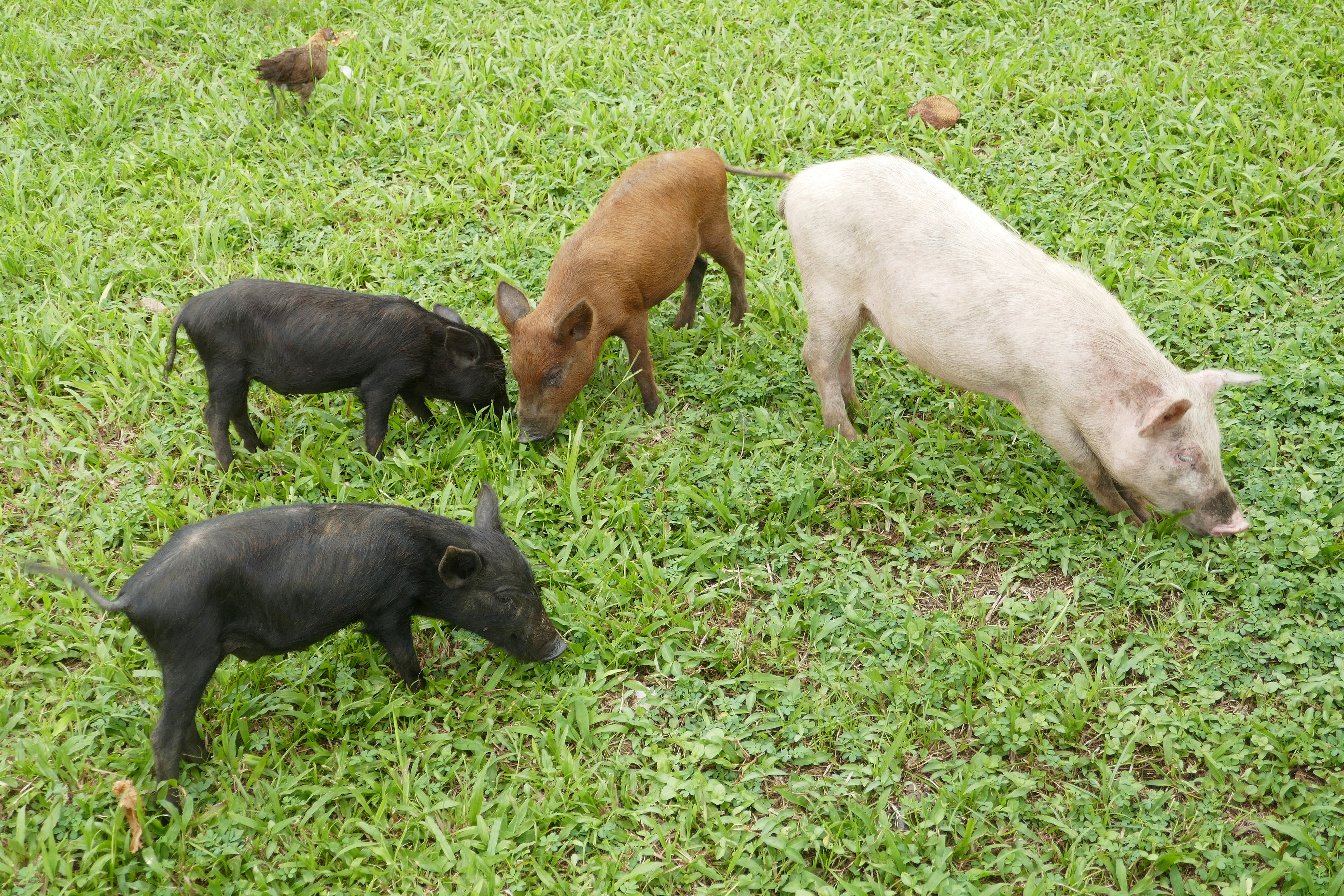
Свині
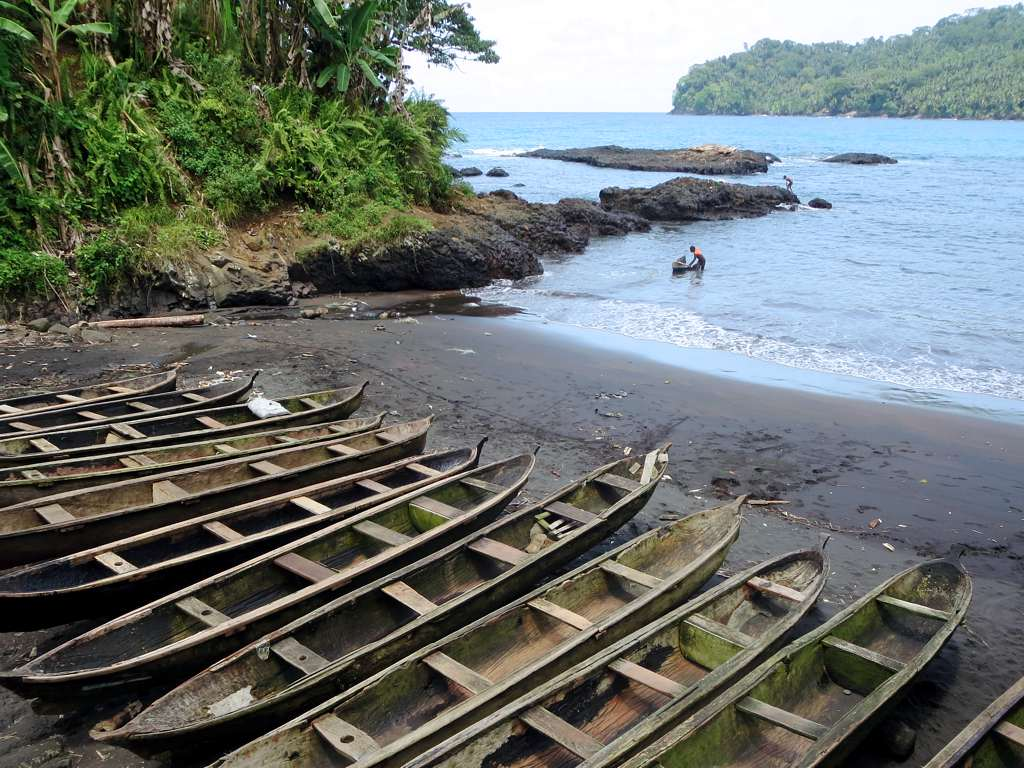
Рибацькі човни
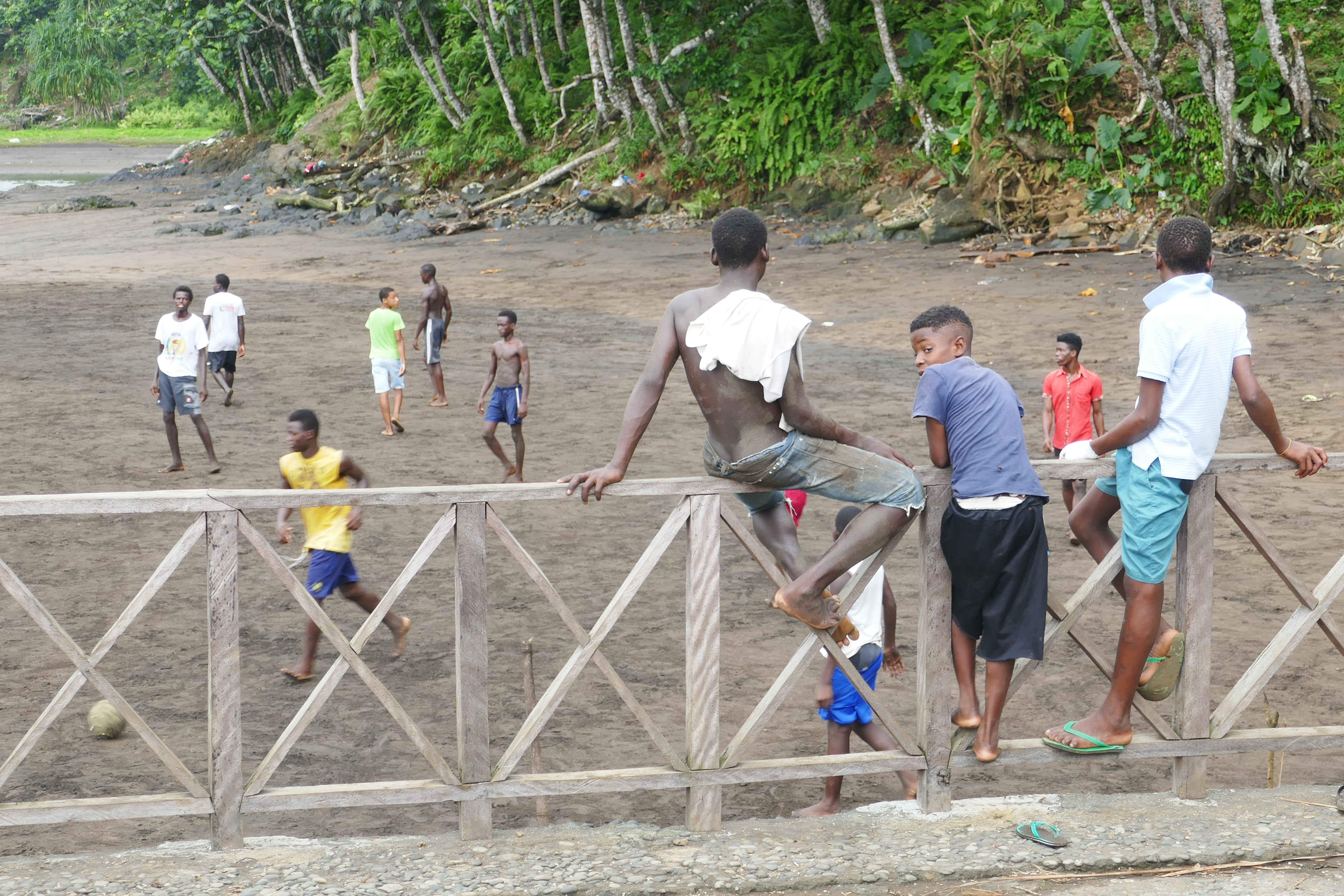
Футбол
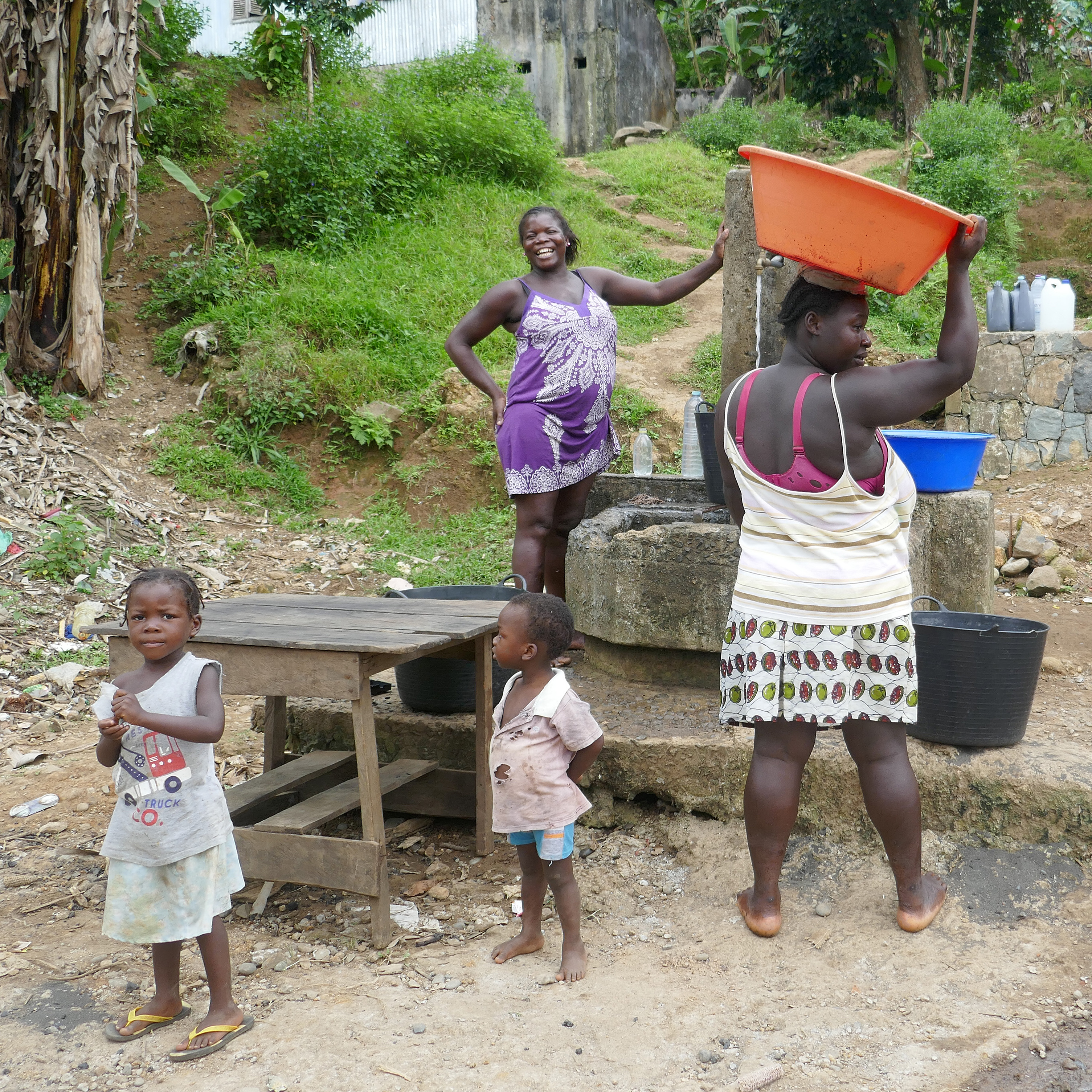
Мешканці містечка
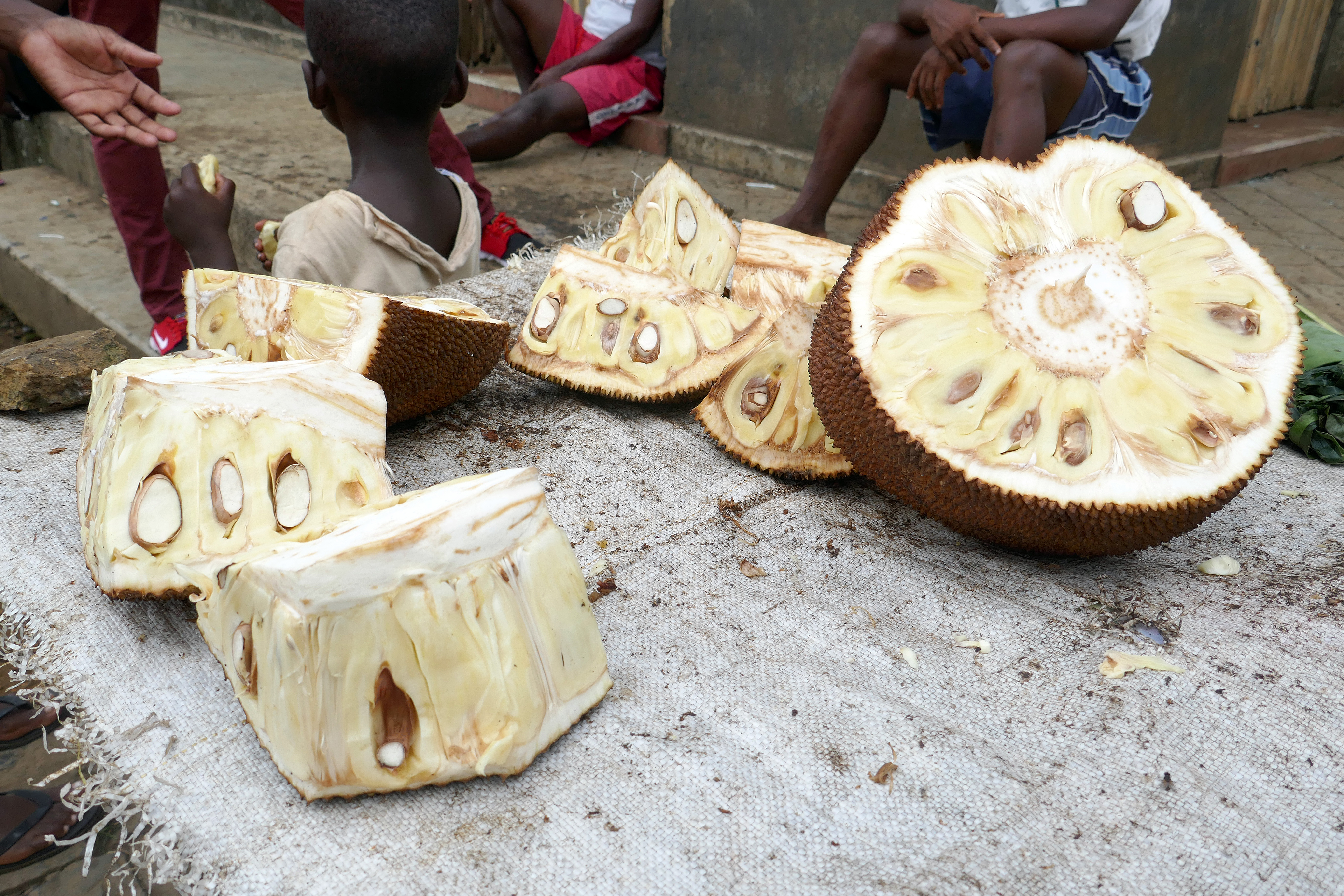
Джекфрут на продаж
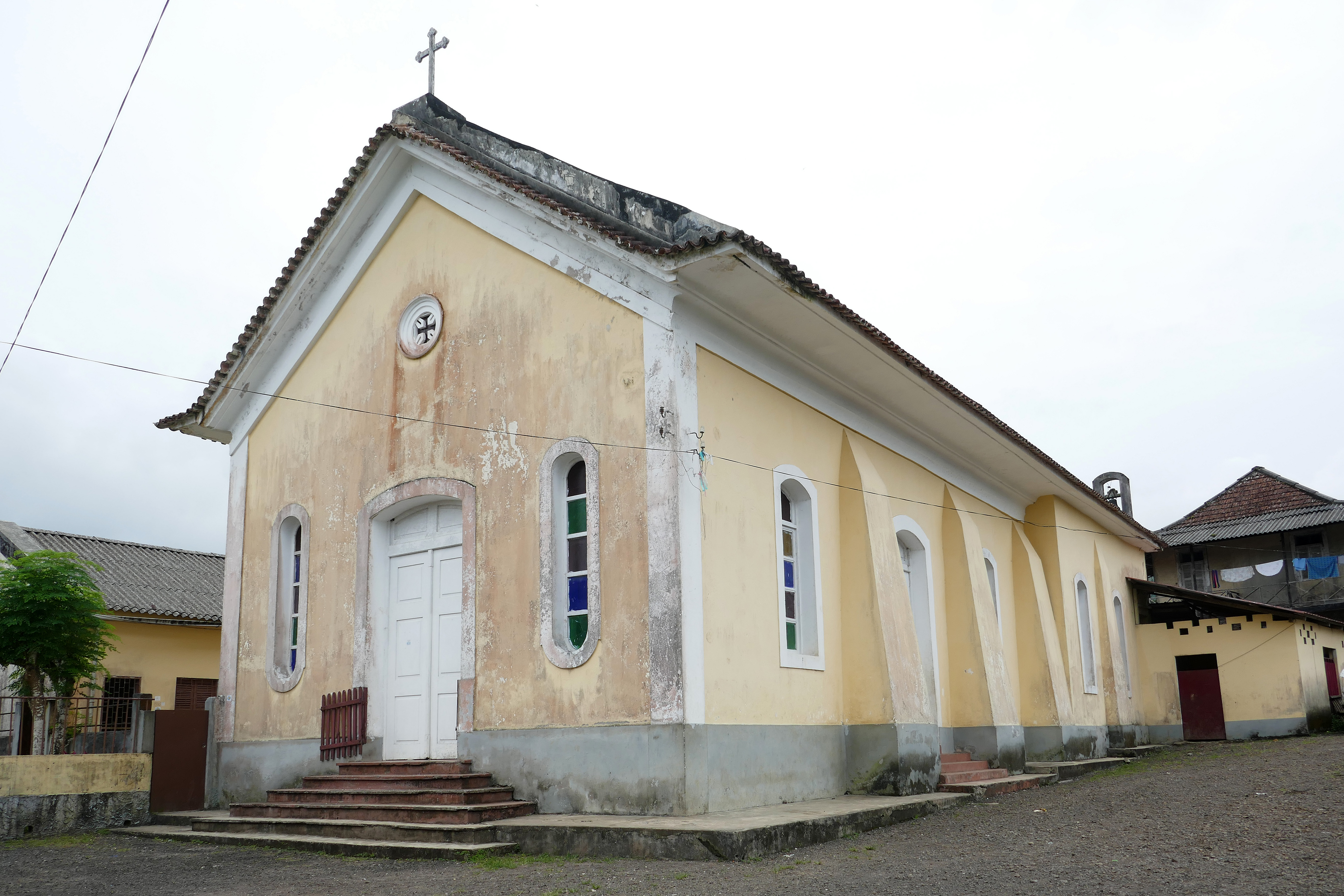
Церква
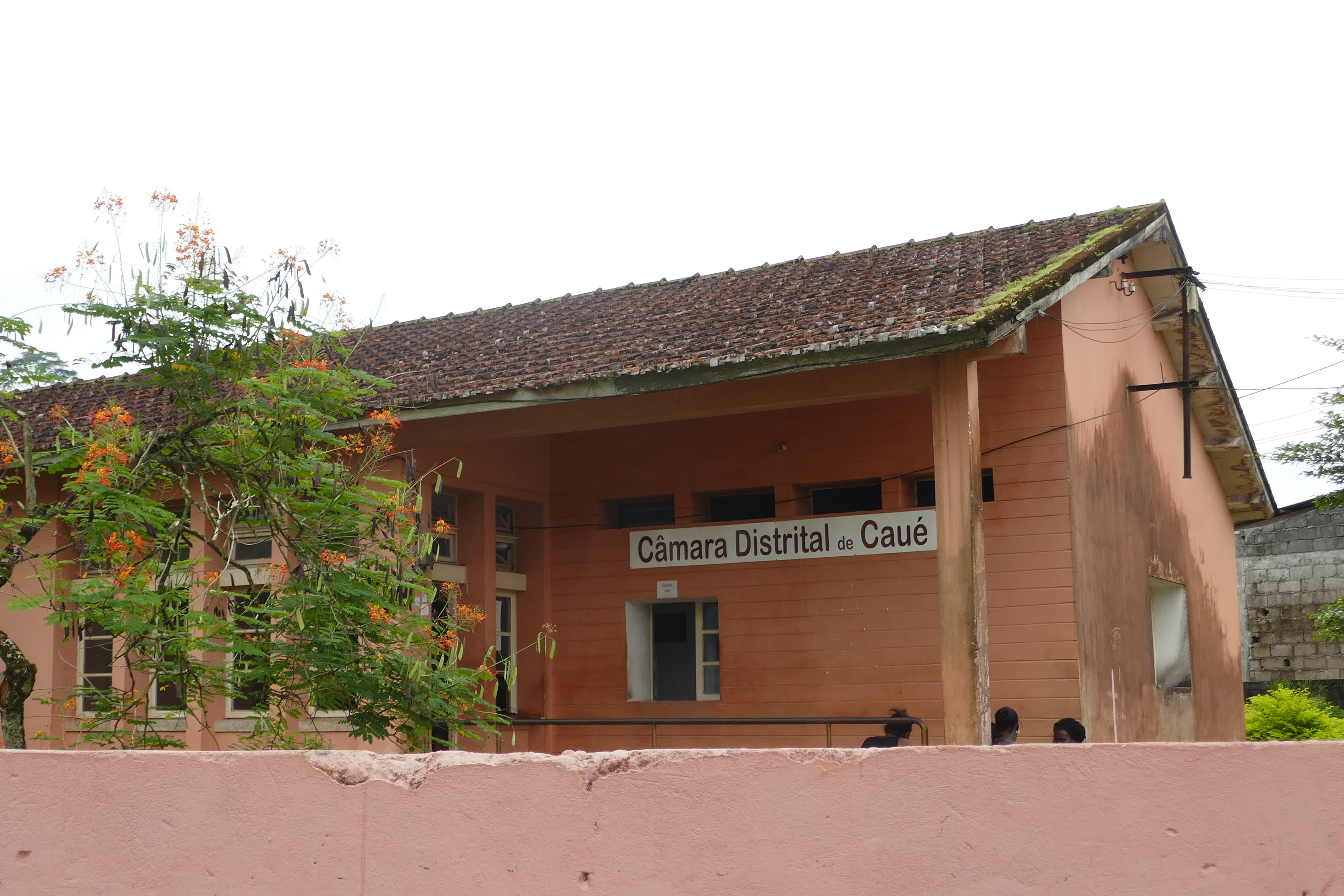
Міська рада
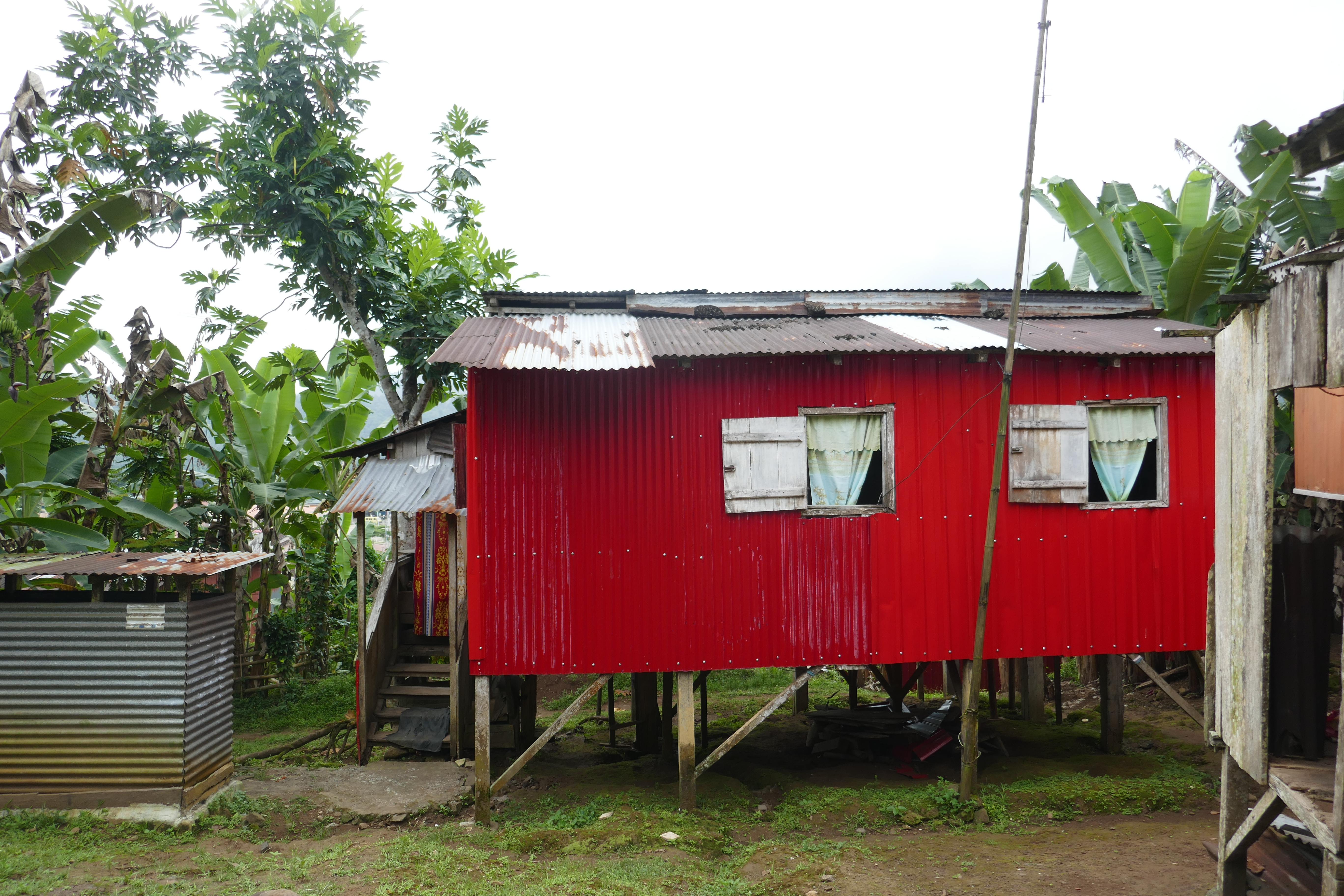
Будинок на палях
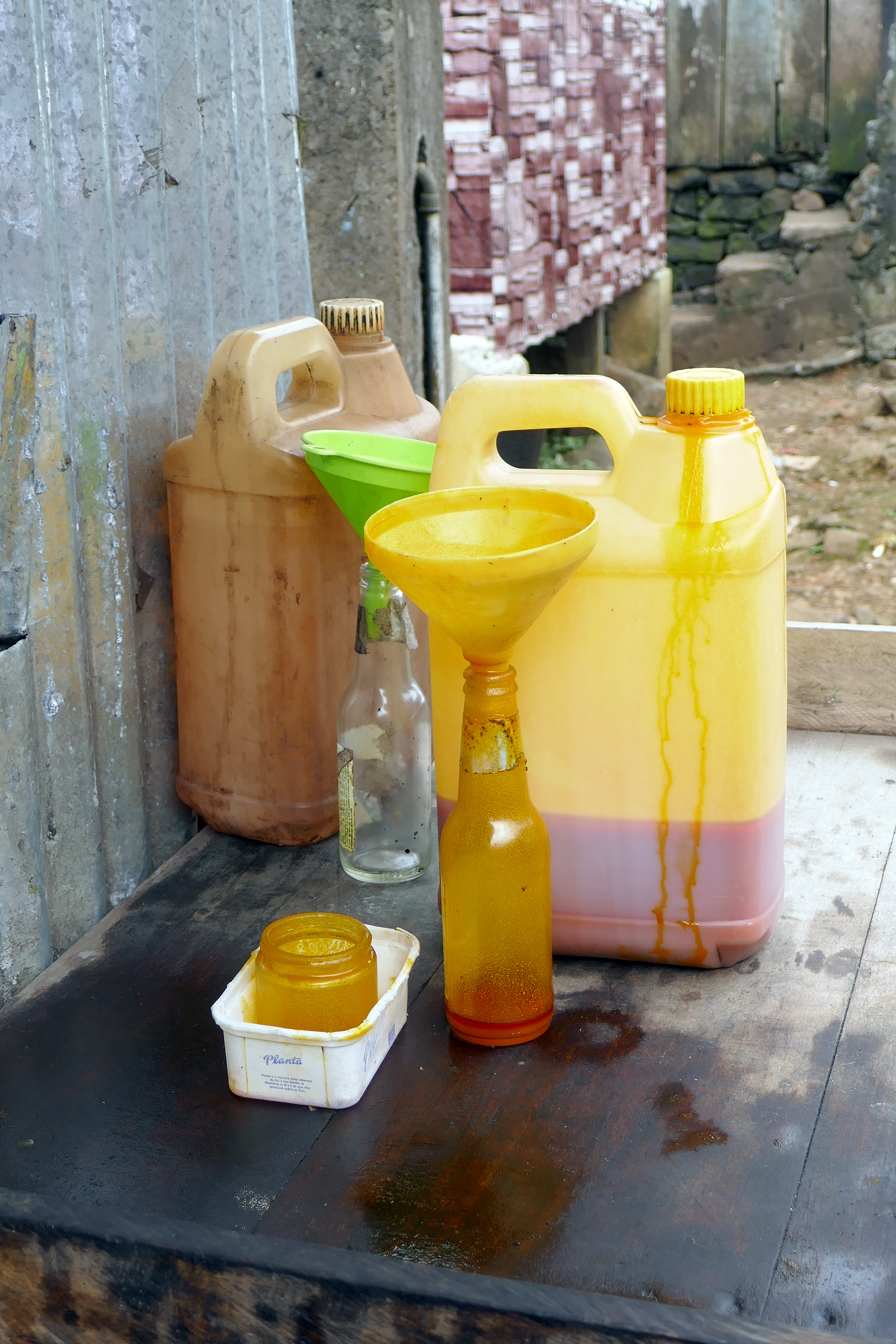
Пальмова олія
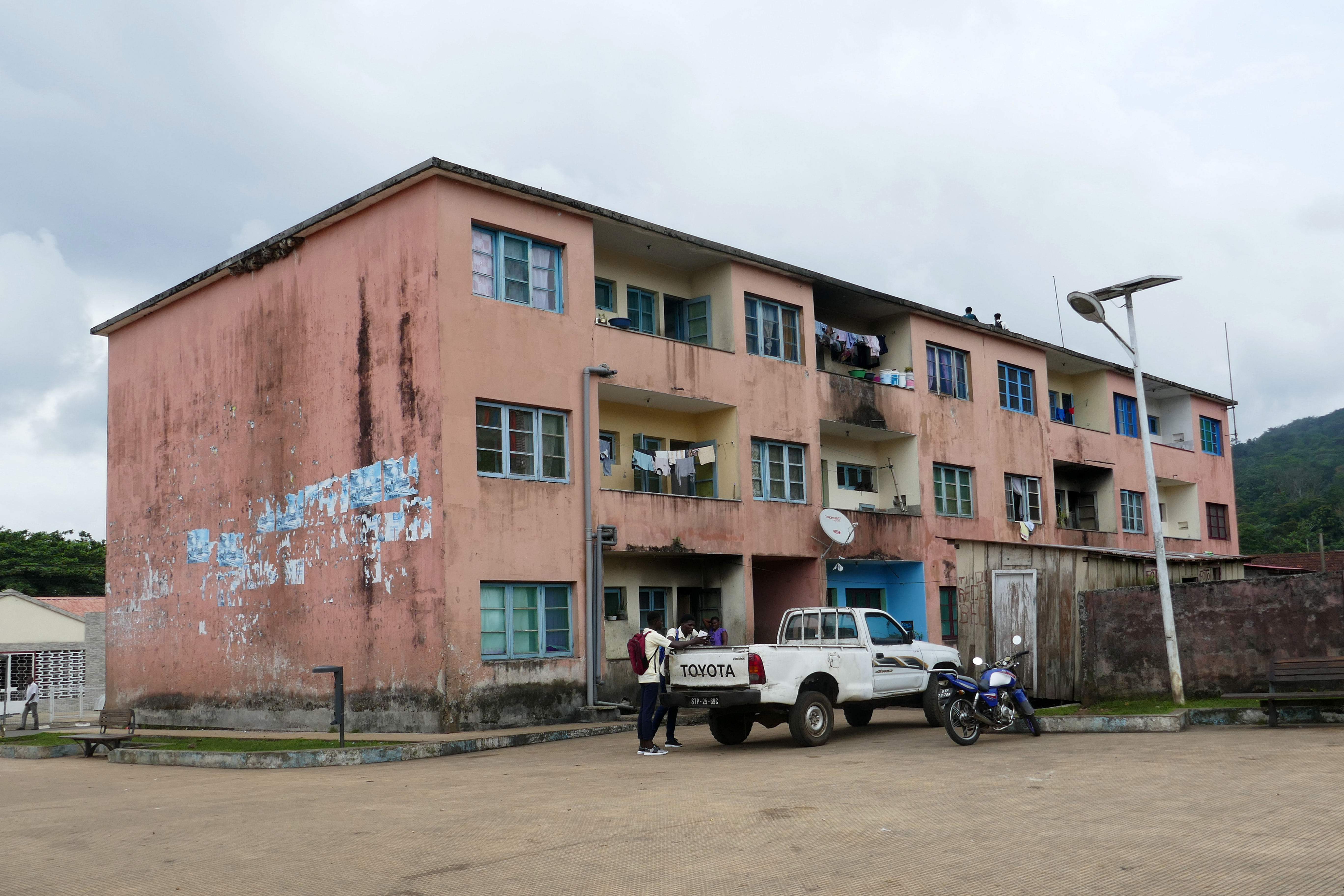
Житловий будинок